# Premiile Academiei Române pentru anul 2007
Premiile Academiei Române pentru anul 2007 au fost acordate în decembrie 2009, în Aula Academiei Române.
Sunt indicate obiectul acordării premiului, cel mai adesea o lucrare, autorul acesteia și țara de reședință a autorului. În cazul în care nu este indicată țara, autorul este din România.

## I. Filologie și Literatură

### Premiul „Timotei Cipariu“
- Morfologia verbului în daco-româna veche - Dana-Mihaela Zamfir

### Premiul „Mihai Eminescu“
- Centura de castitate - Nichita Danilov
- Gheara de fum - Ion Hadârcă

### Premiul „Ion Creangă“
- Asediul Vienei - Horia Ursu

### Premiul „Titu Maiorescu“
- Noica și mișcarea legionară - Sorin Lavric

### Premiul „Lucian Blaga“
- Cine ne scrie istoria? - Mircea Platon

## II. Științe Istorice și Arheologie

### Premiul „Vasile Pârvan“
- Grabmonument und sozialer Status in Oberdakien - Carmen Ciongradi
- Ceramica romană de la Napoca. Contribuții la studiul ceramicii din Dacia Romană - Viorica Rusu-Bolindeț

### Premiul „Alexandru D. Xenopol“
- Civilizația medievală timpurie din spațiul pruto-nistrean (Secolele V-XIII) - Gheorghe Postică
- Clerul de mir din Moldova secolelor XIV-XVI - Bogdan-Petru Maleon

### Premiul „Nicolae Iorga“
- Sibiu-Hermannstadt. Oriental trade in Sixteenth Century Transylvania - Mária Pakucs-Willcocks
- Die Grenzverteidigung Siebenbürgens im Mittelalter (10-14 Jahrhundert) - Ioan Marian Țiplic

### Premiul „Nicolae Bălcescu“
- Transilvania în a doua jumătate a secolului al XVIII-lea. Afirmarea regimului congregațional - Tudor Sălăgean
- Țara Românească și Țara Moldovei în timpul domniilor lui Radu Mihnea - Valentin Constantinov

### Premiul „Dimitrie Onciul“
- Țările Române și Veneția în secolul al XVII-lea. Din relațiile politico-diplomatice, comerciale și culturale ale Țării Românești și ale Moldovei cu Serenissima - Alexandru Simon

### Premiul „Gheorghe Barițiu“
- Dilemele modernizării. Economie și societate în Transilvania 1850-1875 - Iosif Marin Balog
- Biserică și societate în Transilvania în perioada mitropolitului Ioan Vancea (1869-1892) - Ion Cârja

### Premiul „Mihail Kogălniceanu“
- România spre Uniunea Europeană. Negocierile de aderare (2000-2004) - Vasile Pușcaș
- Propagandă și război. Campania din Est 1941-1944 - Mioara Anton

### Premiul „Eudoxiu Hurmuzaki“
- Cartea veche românească din Voivodina - Valeriu Leu și Costa Roșu
- Oameni politici români. Enciclopedie - Stelian Neagoe

## III. Științe Matematice

### Premiul „Simion Stoilow“
- Contribuții la teoria domeniilor Runge - Cezar Joița

### Premiul „Gheorghe Lazăr“
- Contribuții la teoria operatorilor Toeplitz - Bebe Prunaru

### Premiul „Dimitrie Pompeiu“
- Contribuții la teoria ecuației Schrodinger - Liviu Ignat

## IV. Științe Fizice

### Premiul „Dragomir Hurmuzescu“
- Studiul Nanostructurilor obținute prin metoda Șablon - Monica Enculescu
- Studiul proprietăților acoperirilor cu beriliu al reactoarelor de fuziune - Cristian Petrică Lungu

### Premiul „Constantin Miculescu“
- Studiul unor straturi subțiri epitaxiale din material feroelectric - Lucian Pintilie
- Defectele structurale extinse în materiale avansate - Corneliu Ghica

### Premiul „Horia Hulubei“
- Spectroscopie nucleară în nuclee exotice - Nicolae Marius Mărginean

### Premiul „Ștefan Procopiu“
- Efecte ale vecinătății atomice locale asupra magnetismului metalelor de tranziție - Romulus Tetean

## V. Științe Chimice

### Premiul „Gheorghe Spacu“
- Aplicații multifuncționale ale matricilor anorganice poroase - Gabriela Cârja

### Premiul „Costin D. Nenițescu“
- Polimeri heterociclici cu stabilitate termică remarcabilă - Tăchiță Vlad-Bubulac
- Aplicațiile cromatografiei lichide cuplate cu spectroscopia de masă în domeniul biomedical - Andrei Medvedovici

### Premiul „Ilie G. Murgulescu“
- Investigații spectroscopice ale unor sisteme oxidice cu aplicații în tehnologii avansate - Elena Maria Anghel
- Mecanismul de formare a unor compuși oxidici precursori de materiale ceramice cu proprietăți speciale - Ana Brăileanu

## VI. Științe Biologice

### Premiul „Emil Racoviță“
- Biochimie (Fundamente); Biochimie (Fotosinteză, Reglaj hormonal, informație genetică) - Alfa Xenia Lupea și Aurel Ardelean

### Premiul „Grigore Antipa“
- Tratat de ecologie în 5 volume: Introducere în ecologie; Ecologia populațiilor; Ecologie sistemică sau Ecosistemologie; Biosferologie; Tratat de ecologie teoretică - Ion Dediu

### Premiul „Emanoil Teodorescu“
- Studiul microorganismelor halofile extreme din domeniul Archaea și al potențialului lor aplicativ - Mădălin Enache și Lucia Dumitru

## VII. Științe Geonomice

### Premiul „Grigore Cobălcescu“
- Ostracode purbeckiene din Dobrogea de Sud - Marius Stoica
- Upper Cretaceous marine red beds in the Romanian Carpathians: response to oceanic/ climate change - Mihaela Carmen Melinte, Titus Brustur, Dan C. Jipa, Ștefan Szobotka

### Premiul „Gheorghe Munteanu-Murgoci“
- Geologia regiunii dintre Valea Sucevei și Valea Putnei (Carpații Orientali) - Dora-Toader Juravle
- Pliocenul și Cuaternarul din vestul Bazinului Dacic. Stratigrafie și evoluție paleogeografică - Petre Enciu

### Premiul „Ludovic Mrazec“
- Haldele de minereuri de uraniu din Munții Bistriței - implicații asupra factorilor de mediu - Lucian Petrescu

### Premiul „Ștefan Hepites“
- Aspecte ale circulației atmosferice în Holocen; Atmospheric multidecadal variations in the North Atlantic realm: proxy data, observations, and atmospheric circulation model studies; Northern Hemisphere atmospheric blocking in ice core accumulation records from northern Greenland - Grosfeld Klaus, Lohmann Gerrit, Rimbu Norel, Lunkeit Fraedrich F.

### Premiul „Simion Mehedinți“
- Organizarea spațiului geografic în Banat - Raularian Rusu
- Sistemul aluviunilor din bazinul râului Trotuș - Dan Dumitra

## VIII. Științe Tehnice

### Premiul „Aurel Vlaicu“
- Sisteme dinamice. Teorie și aplicații - Nicolae-Dora Stănescu, Ligia Munteanu, Veturia Chiroiu, Nicolae Pandrea

### Premiul „Constantin Budeanu“
- Managementul mediului în energetică - Magdalena Matei, Lucian Matei

## IX. Științe Agricole și Silvice

### Premiul „Ion Ionescu de la Brad“
- Suveranitate, securitate și siguranță alimentară - Constantin Banu

### Premiul „Traian Săvulescu“
- Comparative Oncology - Alexandru Ioan Baba și Cornel Cătoi

### Premiul „Gheorghe Ionescu-Șișești“
- Biodiversitatea și ocrotirea naturii - Adrian Bavaru, Stoica Godeanu, Gallia Butnara și Alexandru Bogdan

## X. Științe Medicale

### Premiul „Iuliu Hațieganu“
- Grupul de lucrări de cercetare în cardiologie - Bogdan Alexandru Popescu

### Premiul „Daniel Danielopolu“
- Urologia oncologică - Ionel Sinescu și G. Gluck
- Transplantul renal - Ionel Sinescu, Marcian Antonio Mânu și Mihai Hârza

### Premiul „Gheorghe Marinescu“
- Grupul de lucrări în domeniul „Neuroprotection and Neuroplasticity“ - Dafin F. Mureșan

### Premiul „Victor Babeș“
- Marketingul serviciilor de îngrijire a sănătății - Florian Popa, Theodor Purcărea și Monica Rațiu
- Managementul sistemului informațional spitalicesc - Victor Lorin Purcărea

### Premiul „Constantin I. Parhon“
- Toxicologie medico-legală - Dan Dermengiu și Gabriel Gorun

## XI. Științe Economice, Juridice și Sociologie

### Premiul „Petre S. Aurelian“
- Progres tehnologic, competitivitate și specializare - Dan Olteanu
- Aspecte metodologice în cercetarea științifică - Aurel Pisoschi și Aurel Ardelean

### Premiul „Virgil Madgearu“
- Companiile transnaționale și capitalismul global - Liviu Voinea

### Premiul „Victor Slăvescu“
- Finanțele - Ion Stancu
- Tratat de management comercial - Dumitru Patriche

### Premiul „Dimitrie Gusti“
- Industria publicității. O abordare organizațională - Cristina Leovaridis

### Premiul „Simion Bărnuțiu“
- Regimuri și negocieri în comunicațiile internaționale - Ciprian Beniamin Benea

### Premiul „Andrei Rădulescu“
- Negocierile. O perspectivă social-politică - Liviu Zăpârțan

### Premiul „Nicolae Titulescu“
- Tratat de dreptul mediului - Mircea Duțu

## XII. Filosofie, Teologie, Psihologie și Pedagogie

### Premiul „Vasile Conta“
- Conceptul de spațiu mioritic în filosofia lui Lucian Blaga - Eugeniu Nistor

### Premiul „Ion Petrovici“
- Dimensiuni ale eticii comunicării - Teodor Vidam

### Premiul „Mircea Florian“
- Totalitate, sistem, holon - Ioan Biriș

### Premiul „Constantin Rădulescu-Motru“
- Dezvoltare și educație. Dimensiuni ale finalității socio-umane - Gheorghe Bunescu

## XIII. Arte, Arhitectură și Audiovizual

### Premiul „George Enescu“
- Concertul pentru violă și pian - Fred Popovici

### Premiul „Ciprian Porumbescu“
- Doina vocală din Oltenia. Tipologie muzicală - Mariana Kahane și Marian Lupașcu

### Premiul „George Oprescu“
- Pictura murală din nordul Moldovei - Ovidiu Boldura
- Edificiile ecleziastice cantacuzine din Țara Românească (sec.XVII-XIX) - Sorin Sebastian Duicu

### Premiul „Ion Andreescu“
- Pentru întreaga creație se acordă pictorului Vladimir Șetran

### Premiul „Aristizza Romanescu“
- Pentru întreaga creație se acordă regizoarei Elisabeta Bostan

## XIV. Știința și Tehnologia Informației

### Premiul „Tudor Tănăsescu“
- Grup de lucrări în domeniul „Rețele de bio-procesoare“ - Florin Manea

### Premiul „Grigore Moisil“
- Many-sorted languages - Radu Gramatovici
- Grup de lucrări în domeniul sistemelor fuzzy - Irina Alexandra Georgescu